# Neptis nesia
Neptis nesia är en fjärilsart som beskrevs av Hans Fruhstorfer 1908. Neptis nesia ingår i släktet Neptis och familjen praktfjärilar. Inga underarter finns listade i Catalogue of Life.